# US Grosseto FC
US Grosseto FC is een Italiaanse voetbalclub uit de stad Grosseto, Toscane. De club werd in 1912 opgericht. Na seizoen 2006/07 promoveerde de club van de Serie C1 naar de Serie B.

## Bekende (oud-)spelers
- Giulio Donati
- Andrea Lazzari
- Mauricio Pinilla
- Panagiotis Tachtsidis
- Carl Valeri
- Tomas Danilevičius